# Хосе (фільм)
«Хосе́» (ісп. José) — гватемальський драматичний фільм 2018 року, поставлений китайський режисером Лі Ченом. Стрічка брала участь у програмі «Дні авторів» на 75-му Венеційському міжнародному кінофестивалі та була відзначена премією «Квір-лев» .

## Сюжет
19 річний Хосе живе з 50-річною матір'ю у місті Гватемала типовим важким життям представників нижнього класу одні'] з найнебезпечніших, релігійних та зубожілих країн світу. Жінка ніколи не мала чоловіка, і Хосе — її наймолодша й улюблена дитина. Її життя проходить між церквою і торгівлею бутербродами на автобусній зупинці. Хосе проводить свої дні у тісних автобусах та в боротьбі з дорожнім рухом, доставляючи їжу водіям. У вільні моменти осторонь він грає зі своїм телефоном, шукає випадкового сексу у вуличних закапелках та в додатках для знайомств. Коли Хосе зустрічає Луїса, мігранта з сільського узбережжя Карибського басейну, він втягується у пристрасні відносини, страждання і саморефлексію, яка раніше була немислимою.

## У ролях
| • Енріке Саланік                   | … | Хосе     |
| • Маноло Еррера                    | … | Луїс     |
| • Ана Сесілія Мота                 | … | мати     |
| • Жаклін Валеска Гонсалес Гонсалес | … | Моніка   |
| • Естебан Лопес Рамірес            | … | Карлос   |
| • Цезар Лоренцо Йойком Кандід      | … | менеджер |
| • Хуан Андрес Моліна Кардона       | … | Хуан     |

## Знімальна група
- Автори сценарію — Лі Чен, Джордж Ф. Роберсон
- Режисер-постановник — Лі Чен
- Продюсери — Лі Чен, Джордж Ф. Роберсон
- Оператор — Паоло Гірон
- Композитор — Чень Яо
- Монтаж — Ленц Клер

## Нагороди та номінації
| Список нагород та номінацій                 | Список нагород та номінацій | Список нагород та номінацій   | Список нагород та номінацій | Список нагород та номінацій | Список нагород та номінацій |
| Кінофестиваль/Кінопремія                    | Рік                         | Категорія                     | Номінант(и)                 | Результат                   | Дж                          |
| ------------------------------------------- | --------------------------- | ----------------------------- | --------------------------- | --------------------------- | --------------------------- |
| 75-й Венеційський міжнародний кінофестиваль | 2018                        | Премія «Федера» (Дні авторів) | Хосе                        | Номінація                   |                             |
| 75-й Венеційський міжнародний кінофестиваль | 2018                        | Квір-лев                      | Хосе                        | Перемога                    | [ 1 ]                       |

## Матеріали
- David Rooney. 'Jose': Film Review / Venice 2018. The Hollywood Reporter. 31.08.2018. Архів оригіналу за 4 вересня 2018. (Рецензія)(англ.)
- Amber Wilkinson. José. Eye For Film. 6.09.2018. Архів оригіналу за 7 вересня 2018. (Рецензія)(англ.)